# Fixed Wireless Access
Fixed Wireless Access (FWA), of vaste draadloze toegang, is een technologie die breedbandinternet levert op vaste locaties via draadloze verbindingen, doorgaans via 4G- of 5G-netwerken. FWA biedt een alternatief voor traditionele vaste verbindingen zoals DSL, kabel of glasvezel, en is met name nuttig op locaties waar aanleg van bekabeling kostbaar of onpraktisch is.

## Toepassing van FWA
FWA wordt zowel voor residentieel als zakelijk gebruik ingezet. In landen met dunbevolkte gebieden, waar de aanleg van glasvezel naar iedere woning of elk bedrijf economisch niet haalbaar is, wordt FWA op grote schaal gebruikt. Voorbeelden hiervan zijn de Verenigde Staten, India, Australië, Zuid-Afrika en Italië. De inzet in Nederland is beperkter, omdat op veel plaatsen glasvezel beschikbaar is. Toch biedt FWA ook daar voordelen, doordat het snel en vrijwel overal direct inzetbaar is. In de zakelijke markt wordt FWA bovendien ingezet als back-up voor glasvezel, zodat bedrijven kunnen doorwerken wanneer de glasvezelverbinding is verstoord.